# Hugo F. Koenigsgarten
Hugo Friedrich Koenigsgarten, auch Hugo Frederick Garten (geboren 13. April 1904 in Brünn, Österreich-Ungarn; gestorben 23. Juni 1975 in London), war ein britisch-österreichischer Autor, Journalist, Librettist und Dozent.

## Biographie

### Familie, Ausbildung und Jahre bis 1938
Hugo F. Koenigsgarten war ein Sohn des wohlhabenden jüdischen Unternehmers Fritz Königsgarten (1869–1908) und der Elisabeth Brück (1879–1956). Sein Großvater Ignatz Königsgarten (1836–1927) hatte ein Metallbearbeitungsunternehmen gegründet, das auch am Bau der Salzkammergutbahn beteiligt war.
Hugos 1908 geborener Bruder Heinrich hatte nicht Fritz als biologischen Vater, sondern dessen Bruder Ernst. Fritz Königsgarten starb 1908, und seine Witwe Lisi zog 1911 mit ihren Söhnen nach Wien. 1915 heiratete sie den Berliner Börsenmakler Max Bohne (1883–1943) und folgte diesem nach Berlin. Dort besuchte Hugo Koenigsgarten das Bismarckgymnasium; zu seinen Schulkameraden zählte der spätere Komponist Mark Lothar. Zu seinen Freunden gehörte der ebenfalls in Brünn geborene Schriftsteller Oskar Jellinek, dessen Schwester Helene mit einem Bruder von Fritz verheiratet war. Ab wann er Hugo F. Koenigsgarten als Form seines Namens einführte, ist nicht bekannt.
1923 nahm Koenigsgarten ein Jura-Studium an den Universitäten Jena, Wien, Berlin und Heidelberg auf, das er 1930 mit der Promotion abschloss. Seine Dissertation hatte das Thema Das Problem des Völkerrechts. Eine kritische Übersicht über die völkerrechtlichen Theorien. Ab 1928 lebte er als freier Schriftsteller in Berlin und arbeitete vorrangig für das Theater: 1928 hatte die Oper Tyll von Mark Lothar in Weimar Premiere, für die Koenigsgarten – laut Lothar sein „überaus musikalischer und musischer Freund aus Kindertagen“ – nach dem Roman Tyll Ulenspiegel des belgischen Autors Charles De Coster das Libretto verfasst hatte.
Zwei Jahre später folgte die Uraufführung von Lothars Oper Lord Spleen an der Dresdner Staatsoper mit dem Text von Koenigsgarten, den dieser auf der Basis des Stückes Epicoene or The Silent Woman des englischen Bühnenautors Ben Jonson (1572–1637) verfasst hatte. Er schrieb ferner eine Abhandlung über den Dramatiker Georg Kaiser, mit dem er befreundet war; von 1930 bis 1933 war er Regieassistent bei Max Reinhardt.
Nach der Machtergreifung der Nationalsozialisten 1933 ging Koenigsgarten nach Wien zurück, in der Hoffnung, dort sicher zu sein. Dort schrieb er Texte für das politische Kabarett „Der liebe Augustin“, für die als besonders scharf geltende Kleinkunstbühne ABC und 1937 für Erich Zeisl das Libretto von Leonce und Lena.

### Leben in London
Hugo F. Koenigsgarten war nach dem Anschluss Österreichs nicht nur als Jude, sondern auch als kritischer Journalist und Mitglied der „politisch schärfsten Kleinkunstbühne Wiens“ ABC in Gefahr, im NS-Staat verfolgt zu werden. Am 13. März 1938, einen Tag nach dem Anschluss, konnte er dank seines tschechoslowakischen Passes nach England fliehen, wo sein Bruder Heinrich für ihn bürgte. Tatsächlich kam die Gestapo zwei Tage nach seiner Flucht in seine Wiener Wohnung, um ihn zu verhaften. Während des Krieges, so berichtete Mark Lothar später, habe ihn der Autor Gerhart Hauptmann nach einer Aufführung im Schauspielhaus am Gendarmenmarkt „bekümmert“ gefragt: „Haben Sie etwas von unserem Freund Koenigsgarten gehört?“ Mehrere Mitglieder seiner Familie wurden im Holocaust ermordet, so etwa seine Onkel Ludwig und Ernst wie auch seine Schwester Frida, deren Ehemann und Kinder und sein Stiefvater Max Bohne.
In London wurde Koenigsgarten bald Mitglied des österreichischen Exilkabaretts „Laterndl“ und schrieb für die Deutsche Zeitung. Er blieb auch nach Kriegsende in England, nahm die britische Staatsbürgerschaft an und änderte seinen Namen in Hugo Frederick Garten. Er arbeitete als Lehrer für Englische Literatur, Geschichte, Deutsch, Französisch und Latein, zuletzt fast 20 Jahre lang an der Westminster School. Koenigsgarten blieb weiter literarisch tätig: So schrieb er unter anderem für die BBC und The Times Literary Supplement. Er promovierte ein zweites Mal, über das deutsche Drama im Zweiten Weltkrieg – eine Arbeit, die in England zum Standardwerk wurde, und schrieb über Gerhart Hauptmann, Carl Zuckmayer, Max Frisch und Friedrich Dürrenmatt. Er war Mitglied von PEN International, der englischen Goethe Society und der Gerhart-Hauptmann-Gesellschaft.
In der Westminster School inszenierte Garten jedes Jahr eine Schultheateraufführung, unter anderem Hugo von Hofmannsthals Jedermann. Berühmt waren offenbar seine „Kulturellen Nachmittage“, an denen er seinen Schülern die europäische Theater- und Opernliteratur näherbrachte.
Hugo Frederick Garten starb am 23. Juni 1975 in London. Er hinterließ seine Frau Anne, geborene Leonard Smith, die er 1952 geheiratet hatte. Das Paar hatte keine Kinder.
Sein Nachlass wird im Archiv der University of London aufbewahrt, weitere Dokumente befinden sich in der Österreichischen Nationalbibliothek.

## Werke (Auswahl)
- Georg Kaiser. G. Kiepenheuer, Potsdam 1928.

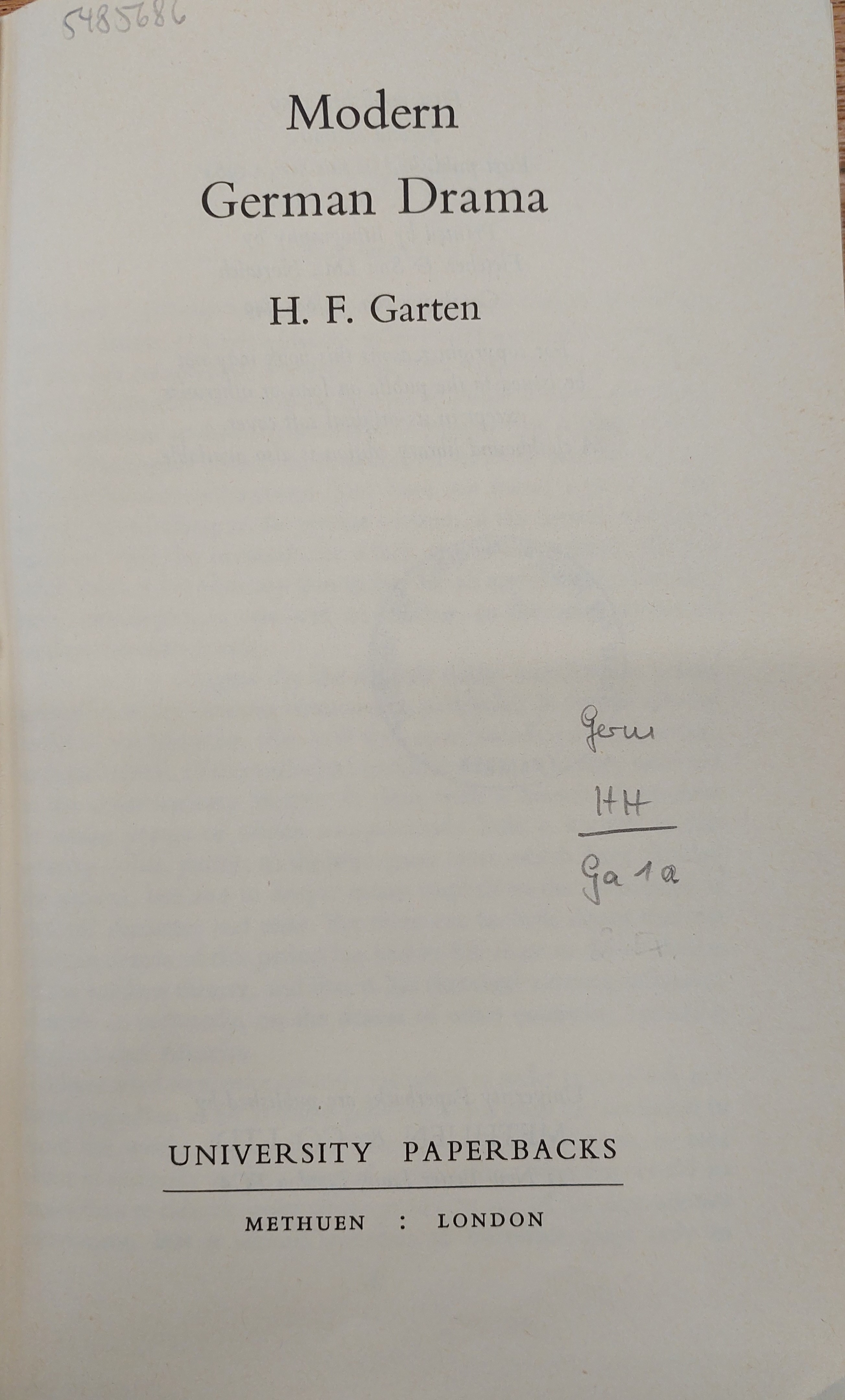
Modern German Drama, 2. Auflage 1964

- Mark Lothar (Komponist): Tyll. Eine Ulenspiegel-Oper in 3 Akten, op. 12. Musikverlag Ries & Erler, Berlin 1928.
- Mark Lothar (Komponist): Lord Spleen. Die Geschichte vom lärmscheuen Mann; Komische Oper in 2 Akten. A. Fürstner, Berlin 1930.
- Mit Elsa Margot Hinzelmann: Wo bist du, Rosinchen? Ein Weihnachts-Spiel von Pfefferkuchen, Autos und Indianern. Arcadia, Berlin 1932.
- Grundvorstellungen der amerikanischen Wirtschafts-Ethik. Zur Ideologie der „Prosperity“. Hänsel-Hohenhausen, Frankfurt a.M./St. Peter Port 1934, ISBN 3-8267-3160-3 (zugl. Diss., Univ. Wien, 1934).
- Erich Zeisl (Komponist): Leonce und Lena. Lustspiel mit Musik in drei Akten; nach Georg Büchners gleichnamigem Lustspiel. Musikverlag Doblinger, Wien 1937.
- Gerhart Hauptmann (= Studies in modern European literature and thought). Bowes & Bowes, Cambridge 1954 (als Hugh F. Garten).
- Modern German Drama. Methuen, London 1959 (als H. F. Garten).
- Wagner. Calder, London 1977 (als H. F. Garten).
- Wiener Ringelspiel, in: Oscar Teller (Hrsg.): Davids Witz-Schleuder. Darmstädter Blätter, 1982, S. 129–146
- Der Reisepaß erzählt, in: Oscar Teller (Hrsg.): Davids Witz-Schleuder. Darmstädter Blätter, 1982, S. 159f.
- Das Spiel von Sodoms Ende, in: Oscar Teller (Hrsg.): Davids Witz-Schleuder. Darmstädter Blätter, 1982, S. 252–274